# Иконому, Георгиос
Георгиос Иконому (греч. Γεώργιος Οικονόμου, Калимнос, 1861 — Афины, 1935) — греческий художник и иконописец конца 19-го — начала 20-го веков.

## Биография

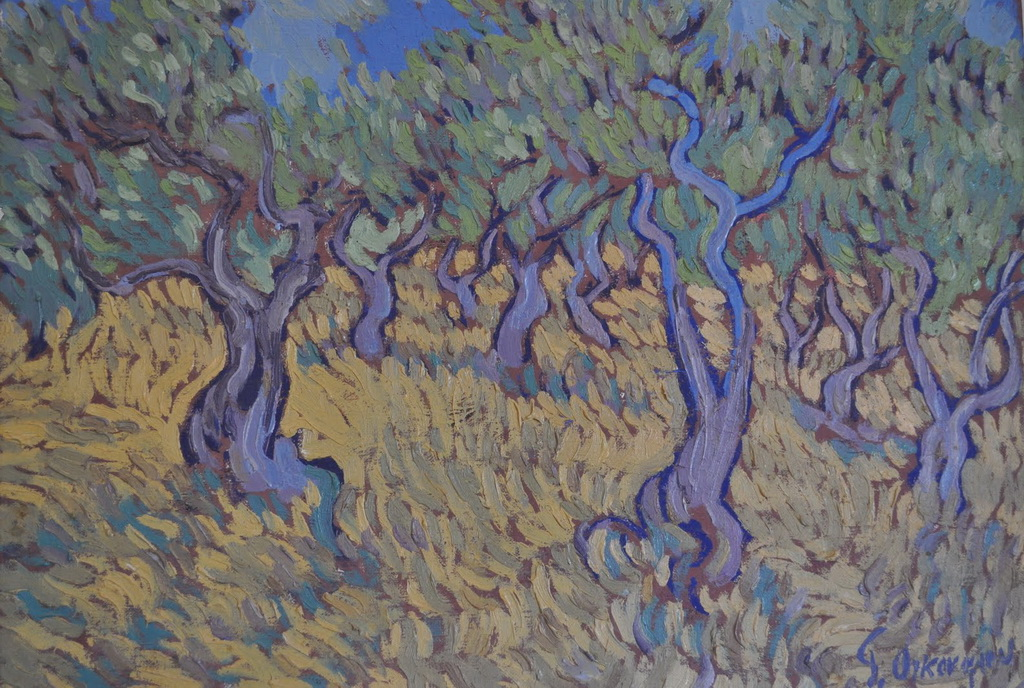
Оливковые деревья.

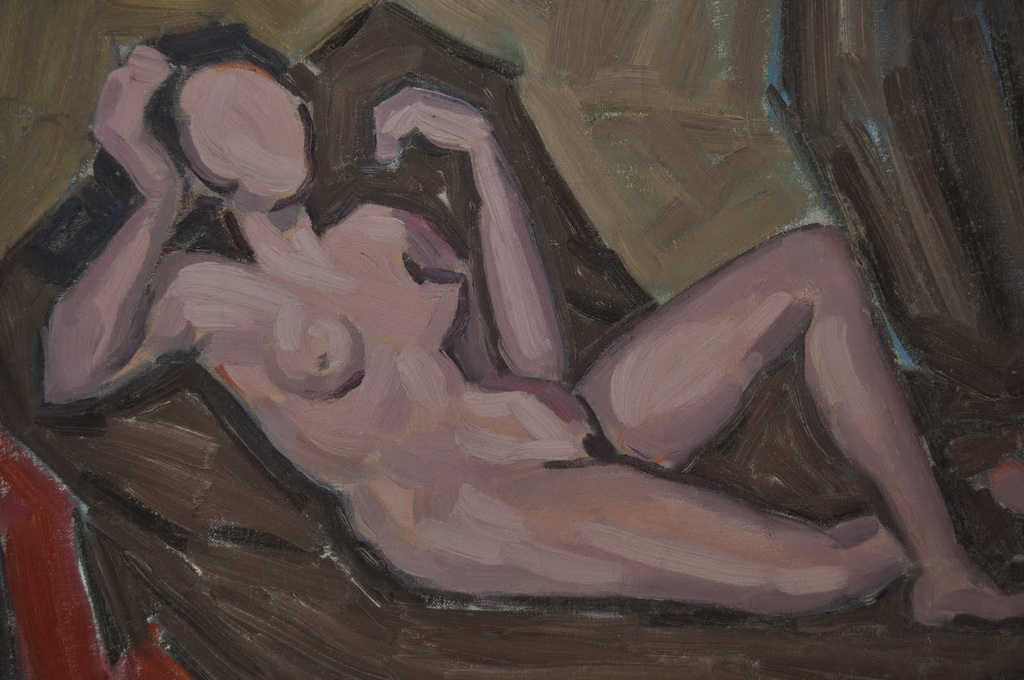
Nude.

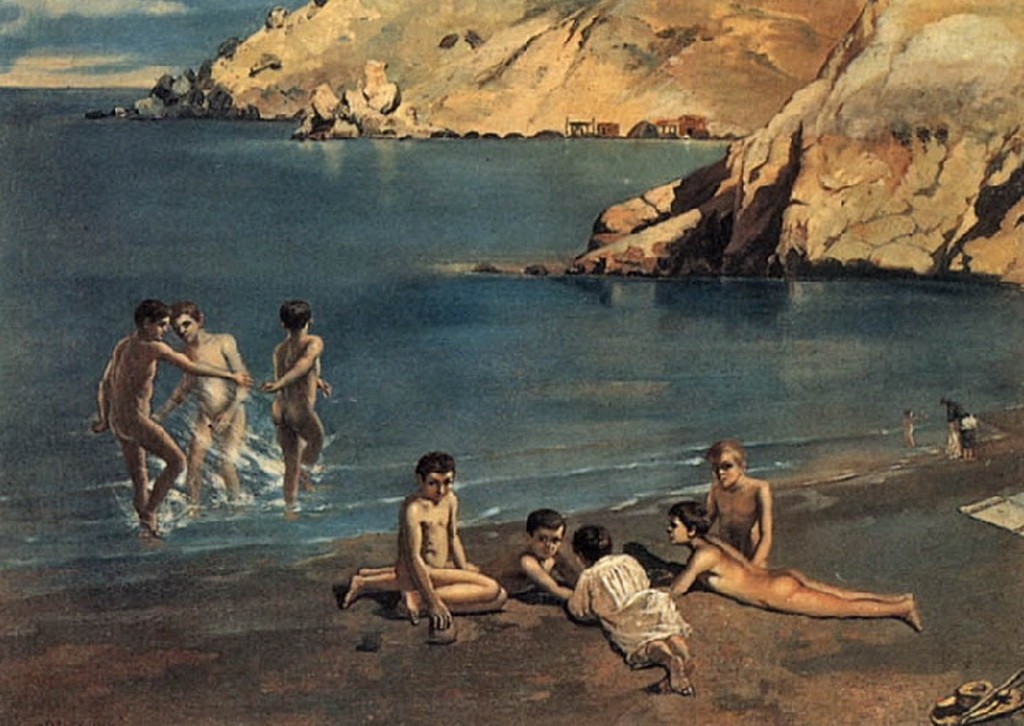
Дети на берегу.

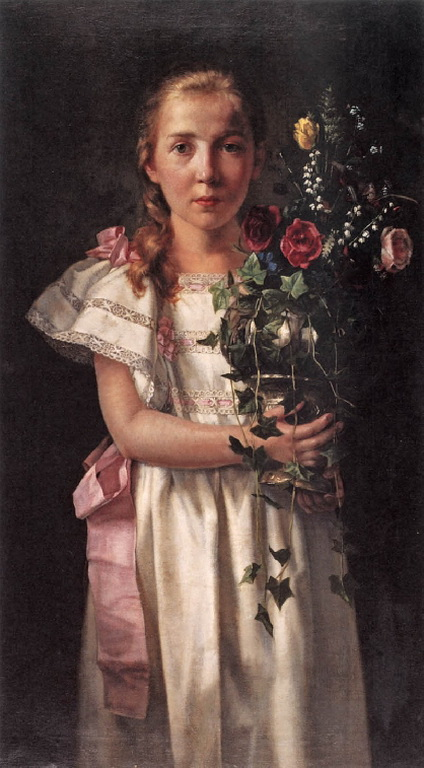
Девочка с цветами.

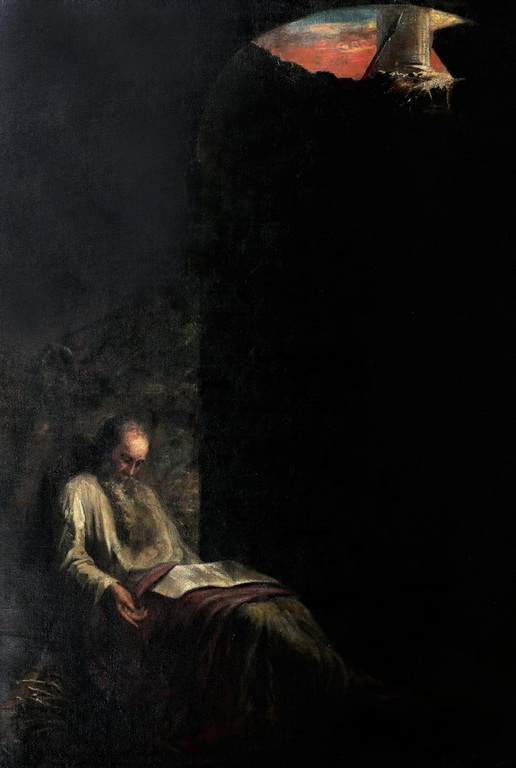
Апостол Павел в пещере.

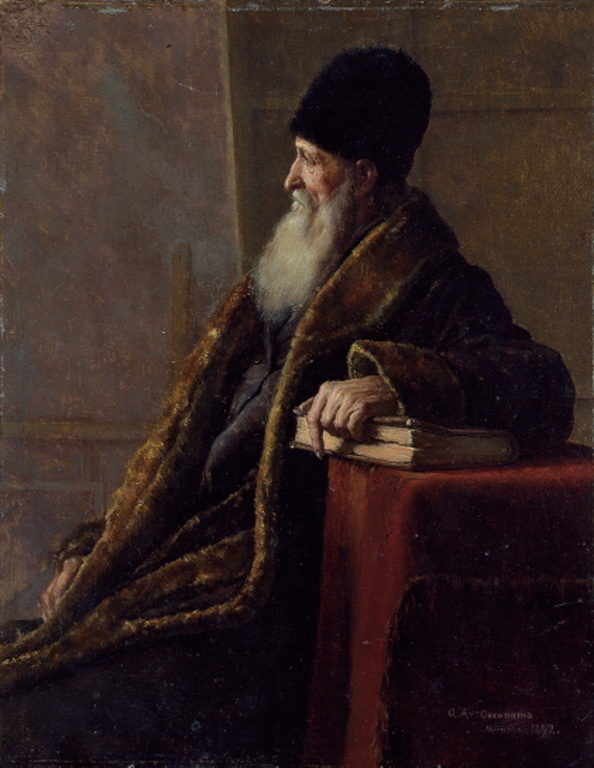
Портрет мужчины в шубе −1892.

Георгиос Иконому родился в 1861 году на острове Калимнос. Остров номинально был под османским контролем.
Но на этом скалистом острове ловцов губок и моряков никогда не было мусульманского населения и остров сохранял и отстаивал свою автономию вплоть до 1912 года, когда перешёл под итальянский контроль.
Первые уроки живописи молодой Иконому получил у калимниота Саккелариοса Манглиса (1844—1886), именуемого «лучшим иконописцем и портретистом Востока» и работавшим в Смирне и Константинополе.
Вместе со своим учителем и другим местным художником, Михаилом Алахузосом, Иконому вошёл в тройку художников, которая доминировала в художественных делах этого маленького острова на протяжении десятилетий.
Втроём они расписали и украсили иконами кафедральный храм Спасителя в столице острова.
Вдвоём, Иконοму и Алахузос, расписали и украсили иконами храм Святого Николая.
Для получения профессионального художественного образования, Иконому отправился в Греческое королевство.
Учился резьбе по дереву и деревянной скульптуре в Афинской школе изящных искусств, в период 1879—1886.
Получив стипендию греческого государства продолжил учёбу в Риме (Accademia di Belle Arti di Roma).
В 1889 году записался Мюнхенскую академию художеств, где учился живописи у Николаоса Гизиса.
Получил 2 приза на выставке Академии изящных искусств Рима и похвалу на выставке Мюнхенской академии художеств.
В 1895 году Иконому посетил Афон, с целью изучить византийскую церковную живопись.
Георгиос Иконому выставлял свои работы на персональных и групповых выставках в Греции, Италии и Германии.
Георгиос Иконому умер в Афинах в 1935 году.
Кроме Калимноса, работы Георгиоса Иконому хранятся и выставляются в Национальной галерее Греции и ряде других публичных галерей и частных коллекций. .